# Universidad Mexicana del Noreste
La Universidad Mexicana del Noreste fue una institución fundada en 1976 por el Consejo Directivo de Enseñanza e Investigación Superior, A.C. (EISAC), mismo patronato que rige al Tecnológico de Monterrey, estuvo ubicada en la ciudad de Monterrey, N.L. 

## Historia
La Universidad Mexicana del Noreste (UMNE) se creó como una Escuela Libre Universitaria, por decreto del Ejecutivo de Nuevo León, el 23 de julio de 1976, el cual fue publicado al día siguiente en el Periódico Oficial del Estado de Nuevo León.
La solicitud para su creación, fue elevada al Poder Ejecutivo del Estado de Nuevo León por los Señores: Eugenio Garza Lagüera, Fernando García Roel, Othón Ruiz, Luis Horacio Durán, Eduardo Hovelman, Alfonso González Segovia, José Emilio Amores y Edgar García Sada, misma que fue otorgada durante la gestión del Dr. Pedro Zorrilla Martínez, en el Gobierno del Estado de Nuevo León.
La UMNE fue creada a instancias de este grupo de educadores y empresarios agrupados en torno de Enseñanza e Investigación Superior, A.C., quienes la apoyaron hasta 1988, año en que se constituyó Fomento Universitario del Noreste, A.C., y retomaron la institución en 2003 para su liquidación. Ambas instituciones apoyaron a la UMNE, en la idea de que todo puede educar, y que la persona, siendo sujeta de educación en cualquier época de su vida, debe saber aprovechar para sí, el ambiente que le forma y le rodea, buscando la trascendencia comunitaria.
La institución, que llegó a tener una matrícula de mil alumnos,  fue dirigida desde su fundación en 1976 hasta el 13 de abril de 2004, por el educador y humanista Ing. Juan Antonio González Aréchiga y de la Cueva. En esa fecha fue sustituido por Ricardo Puentes Álvarez, quien llevó el proceso hasta la liquidación de la misma.
El ingeniero González Aréchiga, tenía como antecedentes alguna experiencia en la iniciativa privada, y el ser docente y Director del Departamento de Térmica del Tecnológico de Monterrey, al dejar el cargo titular de rector, pasó a ser Rector Emérito de la universidad.
En homenaje a sus aportaciones, en lo que fueron las instalaciones centrales de la UMNE, ubicadas en Quinta Zona 409 de la Colonia Caracol de la Ciudad de Monterrey, funcionó el Instituto del Desarrollo Sostenible del Tec de Monterrey, que fue bautizado con el nombre del "Ing. Juan Antonio González Aréchiga", agradeciendo sus contribuciones a la educación, la sociedad y la cultura. Dicho Centro, fue la sede inicial del programa PrepaNet, iniciativa social del Tecnológico de Monterrey, en apoyo a personas que deseaban cursar su bachillerato y no contaban con el tiempo o medios suficientes para hacerlo.     
Las mencionadas instalaciones pertenecían a "Labor Educativa, A.C.", quien la había construido como casa de los jesuitas en Monterrey, cuando asistían espiritualmente a los alumnos del ITESM.

## Estudios Impartidos
La UMNE impartió estudios de preparatoria, carreras profesionales en las áreas de administración e ingeniería, posgrado en administración y diplomados en las áreas de Cultura y Actualización profesional.
La preparatoria se impartía en sistema escolarizado y en sistema mixto, ideal para adultos que por sus ocupaciones laborales o familiares no podían asistir a diario a la escuela, más sin embargo, no podían estudiar en sistemas totalmente abiertos.
Los programas académicos que se impartían en esta casa de estudios eran:
- División de Administración y Ciencias Sociales:
  - Contador Público (Escolarizada y Mixta)
  - Administración de Empresas (Escolarizada y Mixta)
  - Administración del Tiempo Libre (Escolarizada y Mixta)
  - Banca y Finanzas (Escolarizada y Mixta)

- División de Ingeniería y Ciencias (Sólo en modalidad escolarizada).
  - Ingeniería en Control e Instrumentación
  - Ingeniería en Planificación y Diseño
  - Ingeniero Constructor (En convenio con la Cámara Mexicana de la Industria de la Construcción).
  - Industrial y de Sistemas
  - Ingeniero Mecánico Electricista, con acentuaciones en Ventas Técnicas o Energéticos.

A nivel posgrado se tuvo la Maestría en Administración, con áreas en Organización Deportiva, Desarrollo Turístico, Recursos Humanos, Mercadotecnia y Finanzas.

## Sistema Modular
La UMNE, preocupada por ofrecer alternativas de estudio a personas con ocupaciones laborales o familiares, teniendo autorizado por su reconocimiento oficial el Sistema Abierto, lo reestructuró para ofrecer una alternativa mixta, a la que denominó Sistema Modular (SISMO), este sistema se aplicó en los programas de la División Administración y del Bachillerato, reorganizando los ciclos semestrales por áreas de conocimiento afín, dividiendo el semestre en tres partes de período, permitiendo a los estudiantes avanzar en sus estudios, mediante la presentación de investigaciones y tareas, que se revisaban una vez por semana (los sábados).   Los alumnos podían concluir los estudios en los mismos ocho semestres (licenciatura) y cuatro (del bachillerato), como los alumnos del sistema escolarizado o tradicional.
Al reducir la asistencia a clase, se permitía que amas de casa, profesionistas de otras áreas o trabajadores que obtenían permiso de sus empresas para estudiar, tuvieran oportunidad de educarse.

## Vinculación con la comunidad
La UMNE nace de y para la comunidad. No es extraño que haya elegido la colonia Caracol en la Ciudad de Monterrey (un sector popular) para desde ahí difundir sus aprendizajes. Fue tan relevante su actuar en la comunidad, que en 1978, la Fundación Melitón Villarreal le invitó a utilizar sus instalaciones en el centro de la ciudad, con lo cual los servicios de la UMNE pudieron ampliarse.
En estas instalaciones, funcionaba el bachillerato, la división de Administración turno nocturno, el Posgrado en Administración y los Diplomados.
Cabe hacer mención que previo a su uso por la UMNE, en estas instalaciones funcionó la Secundaria Melitón Villarreal, en la que colaboraban el Ingeniero González Aréchiga y la Maestra Etelvina Torres Arceo, dando oportunidad a jóvenes universitarios del ITESM, para realizar su servicio social como docentes, idea que replicó en los inicios de la institución.
La Universidad estaba vinculada con diversos organismos, con la finalidad de facilitar la empleabilidad de los estudiantes y la impartición de conocimientos actualizados, para ello se integró a diversos organismos como:
- World Leisure and Recreation Association
- Comisión Estatal para la Planeación de la Educación Superior en Nuevo León
- Ejecutivos de Capacitación y Desarrollo de Personal, A.C. (ECADEP).
- Asociación de Reclutamiento y Selección de Personal de Nuevo León, A.C. (ARSEP).
- Plan Escuela - Empresa de CAINTRA-NL.
- Asociación Nacional de Facultades y Escuelas de Contaduría y Administración (ANFECA)[12]
- Asociación Nacional de Universidades e Instituciones de Educación Superior (ANUIES)[13]

Entre sus actividades extensionales y de investigación, la Universidad manifestó siempre interés por los temas de ahorro de energía y edificación sustentable, de hecho, en el mes de septiembre de cada año, se llevaba a cabo la Mesa Redonda "En busca de un diseño térmico para la vivienda del noreste del país", auspiciada por la Academia de Ingeniería de México.
La institución fue miembro fundador de FIMPES (Federación de Instituciones Mexicanas Particulares de Educación Superior, A.C.), la cual le otorgó el dictamen de institución acreditada, tras verificar la situación académica y operativa que se planteó en el Autoestudio Institucional.

## Publicaciones
La UMNE mantuvo en publicación por más 25 años la Revista Aprender a Ser, con periodicidad trimestral. En ella se trataban temas de cultura, arte, historia y tecnología, siendo la única publicación universitaria en Nuevo León, con tan larga duración. En su consejo de redacción participaban la Dra. Lidia Ramos Alfano, la Lic. Beatriz Ramirez-Wiella de González Aréchiga y el promotor cultural Rogelio Juan Ojeda Chavarría.
Además de la citada revista Aprender a Ser, la UMNE contribuyó a la difusión de la cultura, mediante algunos libros:
- Guerrero, Antonio (1992). Melitón Villarreal: vida y obra de un filántropo nuevoleonés. Monterrey: Ediciones Aprender a Ser.[17]
- Pedraza, Luis (1999). Confort en la vivienda. Monterrey: UMNE - Ediciones Aprender a Ser.
- Universidad Mexicana del Noreste (1996) Educadores de Nuevo León. Monterrey: Ediciones Aprender a Ser.[18]
- UMNE (2001). Universidad Mexicana del Noreste en su XXV aniversario: la más leve tinta es preferible a la más brillante memoria. Monterrey: Aprender a Ser.